# 中島良美
中島良美（なかしま よしみ、1999年1月2日 - ）は、日本の女性騎手である。地方競馬の浦和競馬場川島豊厩舎所属。地方競馬教養センター第98期生。

## 来歴
高校3年次に全日制高校よりインターアクションホースマンスクールへと編入する。その後、2017年10月3日に地方競馬教養センターに入所する。2019年9月11日に騎手免許試験に合格、10月1日に交付された。同期の合格者には岩手競馬（水沢）所属の関本玲花や、佐賀競馬所属の金山昇馬､名古屋競馬所属の浅野皓大がいる。
同年10月15日に平山真希厩舎から川島豊厩舎に所属変更。同年11月5日に浦和競馬第5競走にて、エスケーエリスに騎乗してデビューを迎える（12頭立て9番人気、12着。同日の浦和競馬第8競走のノッテステラータに騎乗して3戦目にして初勝利を飾った（12頭立て5番人気、1着）｡
同年12月23日の浦和競馬第11競走において、カシノロマンスに騎乗した際ホームストレッチで落馬し競走中止。病院に搬送され腰椎横突起の骨折、下顎挫創の疑いと診断を受け、1か月半ほど休養した。復帰後の2020年3月2日の川崎競馬第4競走において自厩舎管理馬のウイントリオンフに騎乗して復帰後初勝利とともに、初めて他場での勝利を挙げた（12頭立て3番人気、1着）。所属の川島豊厩舎にとっても通算100勝となるメモリアルウィンともなった。
2020年には、1月から3月にかけて開催されたレディスヴィクトリーラウンド（LVR）2020にも参戦した。前述した怪我の影響で高知ラウンドは欠場、2競走で欠場したハンデがありながらも、佐賀・名古屋ラウンドでは2着3回の成績を残し、総合成績で岩永千明に次ぐ2位（総合77ポイント）となる活躍を見せた。
2020年5月27日に行われたさきたま杯（JpnII）で重賞初騎乗。名古屋競馬からの遠征馬ペイシャゲランに騎乗した（12頭立て12番人気、11着）。

## エピソード
目標とする騎手は内田博幸。